# Nguri
Nguri is een bestuurslaag in het regentschap Magetan van de provincie Oost-Java, Indonesië. Nguri telt 4557 inwoners (volkstelling 2010).